# Adam Bittner
Adam Bittner (Suchý Důl, 19 ottobre 1777 – Litoměřice, 3 settembre 1844) è stato un astronomo, matematico e filosofo ceco, professore di matematica al Politecnico di Praga e all' Università Carlo-Ferdinandea di Praga, preside della facoltà di filosofia e direttore dell'Osservatorio di Praga a Klementin.

## Biografia
Dopo aver frequentato il liceo gesuita a Komotau, Bittner iniziò nel 1796 a studiare filosofia e diritto presso la Facoltà filosofica dell'Università di Praga. Nel 1800 iniziò a lavorare come stagista presso l'Osservatorio di Praga nel Clementinum e successivamente lavorò lì come aggiunto. Per finanziarsi, Bittner diede lezioni di matematica pratica presso la Facoltà di Filosofia e la Ständische Ingenieurschule. Nel 1802 Bittner fu nominato assistente professore di ingegneria presso la Scuola Tecnica e insegnò matematica pratica, geometria, algebra e aritmetica. La sua tesi fu completata nel 1805. Nell'ambito della riorganizzazione della scuola tecnica, Franz Josef von Gerstner lo nominò professore di matematica nel 1806. Mantenne questa carica fino al 1836. Allo stesso tempo Bittner insegnava anche filosofia.
Durante questo periodo Bittner continuò a lavorare all'Osservatorio di Praga in stretta collaborazione con il suo direttore Alois Martin David. Dopo la morte di David, Bittner fu nominato professore di astronomia e geometria pratica presso l'Università di Praga. Nel 1837 Bittner succedette a David anche come quinto direttore dell'Osservatorio di Praga. Bittner pubblicò le sue osservazioni di occultazioni stellari, eclissi, comete e pianeti nell'Annuario Astronomico di Berlino, nella Corrispondenza mensile e nelle Notizie Astronomiche .
Bittner fu anche l'editore di un manuale di matematica in due volumi apparso nel 1814 e nel 1815. Nel 1825 pubblicò una storia dell'astronomia cometaria, seguita nel 1833 da un volume di osservazioni astronomiche. Nel 1833 apparve la sua opera Trattato sul calcolo differenziale.
Il suo pronipote era il geologo Alexander Bittner.

## L'opera
Scrisse due libri di testo di matematica, si dedicò, tra l'altro, al calcolo differenziale. Pubblicò le sue osservazioni astronomiche sulle comete su una rivista specializzata a Berlino. Il 15 novembre 1987, nell'osservatorio Klet, Antonín Mrkos scoprì il pianeta 6596, che prese il nome da Bittner.
- Handbuch der Mathematik mit Rücksicht auf leichte Faßlichkeit und praktische Anwendung ... Praga: Kronberger 1821, 2 volumi,

1.: Arithmetik und Algebra, 1ª edizione 1814, 3ª edizione 1821; 2.: Theoretische Geometrie, 1ª edizione 1815, 3ª edizione 1821)
- Abhandlungen über die Differentialrechnung (1833)
- Kurze geschichtliche Darstellung der Cometenastronomie (1825)